# Cassa Lombarda
Cassa Lombarda è una Banca Privata milanese fondata nel 1923 che opera prevalentemente nell'area del Private Banking e che si propone come boutique di Wealth Management dall’approccio ai servizi di investimento di tipo sartoriale. La Banca è parte di un Gruppo di respiro internazionale specializzato nel Wealth Management grazie al quale propone le soluzioni tipiche di un ampio e solido network finanziario.

## Storia
Nel 1923 un gruppo di imprenditori lombardi decide di dar vita alla "Cassa Lombarda di depositi", un Istituto Bancario con vocazione di banca personale e che nel corso dei decenni successivi conquista una Clientela di spessore.
La sede iniziale viene stabilita a Milano in Corso Umberto I, l’odierna Via Turati, per poi trasferirsi nel 1941 nel Palazzo Trivulzio in Via Manzoni 14, ad oggi la sede centrale della Banca.
Negli anni ottanta del XX secolo, Cassa Lombarda valorizza la propria posizione di indipendenza e con l’ingresso della Compagnie de l’Occident pour la Finance et l’Industrie (COFI) come controllante, la Banca si modernizza ed internazionalizza, ampliando l'offerta di servizi bancari e finanziari per la propria Clientela. Si rafforza così il modello di rapporto personalizzato che ancora oggi caratterizza il modello operativo di Cassa Lombarda. che decide di ampliare l'offerta di servizi bancari e finanziari per la propria clientela.
Dal 2017, insieme a PKB, Cassa Lombarda costituisce un gruppo con focus nel Private Banking, il cui modello di servizio trova il giusto equilibrio tra la nota riservatezza elvetica e la vicinanza e l’interattività nel rapporto con il Cliente.
Oggi Cassa Lombarda si contraddistingue per i valori di solidità, trasparenza, indipendenza ed orientamento al Cliente, e si propone come player di nicchia capace di adattarsi alle esigenze individuali di ogni Cliente grazie ai suoi team di professionisti ed esperti dedicati.

## Filiali
- Via Manzoni 12/14, 20121 Milano (sede centrale)
- Via Garibaldi 30, 22100 Como
- Via XX Settembre 16, 24122 Bergamo
- Via Dante 1/A (Ang. Via Roma), 21052 Busto Arsizio (VA)
- Via Paisiello 35/A, 00198 Roma

## Compagine Azionaria
Cassa Lombarda è controllata dal gruppo AURIGA S.A.

## Dati legali ed iscrizioni
- Denominazione: Cassa Lombarda S.p.A.
- Sede Legale: Via A. Manzoni 12/14, 20121 Milano
- Sede Amministrativa: Via A. Manzoni 12/14, 20121 Milano
- Codice Fiscale e Partita IVA: 00714590155